# Comuna Halaikî, Tetiiv
Halaikî (în ucraineană Галайки) este o comună în raionul Tetiiv, regiunea Kiev, Ucraina, formată din satele Halaikî (reședința) și Sofipil.

## Demografie
Componența lingvistică a comunei Halaikî
     Ucraineană (99,16%)
     Alte limbi (0,84%)
Conform recensământului din 2001, majoritatea populației comunei Halaikî era vorbitoare de ucraineană (99,16%), existând în minoritate și vorbitori de alte limbi.